# Arthroceras leptis
Arthroceras leptis är en tvåvingeart som först beskrevs av Osten Sacken 1878.  Arthroceras leptis ingår i släktet Arthroceras och familjen snäppflugor. Inga underarter finns listade i Catalogue of Life.